# Саттер (Каліфорнія)
Саттер (англ. Sutter) — переписна місцевість (CDP) в США, в окрузі Саттер штату Каліфорнія. Населення — 2997 осіб (2020).

## Географія
Саттер розташований за координатами 39°9′20″ пн. ш. 121°44′57″ зх. д. / 39.15556° пн. ш. 121.74917° зх. д. (39.155650, -121.749241).  За даними Бюро перепису населення США в 2010 році переписна місцевість мала площу 7,86 км², уся площа — суходіл.

## Демографія
Згідно з переписом 2010 року, у переписній місцевості мешкали 2904 особи в 1021 домогосподарстві у складі 800 родин. Густота населення становила 369 осіб/км².  Було 1082 помешкання (138/км²).
Расовий склад населення:
| - 86,2 % — білих - 1,9 % — корінних американців - 1,0 % — азіатів - 0,6 % — чорних або афроамериканців - 5,5 % — осіб інших рас |

До двох чи більше рас належало 4,8 %. Частка іспаномовних становила 14,1 % від усіх жителів.
За віковим діапазоном населення розподілялося таким чином: 27,2 % — особи молодші 18 років, 60,7 % — особи у віці 18—64 років, 12,1 % — особи у віці 65 років та старші. Медіана віку мешканця становила 39,1 року. На 100 осіб жіночої статі у переписній місцевості припадало 105,1 чоловіків;  на 100 жінок у віці від 18 років та старших — 102,0 чоловіків також старших 18 років.
Середній дохід на одне домашнє господарство  становив 82 202 долари США (медіана — 72 703), а середній дохід на одну сім'ю — 91 057 доларів (медіана — 83 125). Медіана доходів становила 62 580 доларів для чоловіків та 48 542 долари для жінок. За межею бідності перебувало 8,5 % осіб, у тому числі 6,0 % дітей у віці до 18 років та 12,0 % осіб у віці 65 років та старших.
Цивільне працевлаштоване населення становило 1428 осіб. Основні галузі зайнятості: освіта, охорона здоров'я та соціальна допомога — 25,5 %, будівництво — 13,3 %, виробництво — 10,0 %, роздрібна торгівля — 9,7 %.